# John Bretland Farmer
Sir John Bretland Farmer (* 5. April 1865 in Atherstone, Warwickshire; † 26. Januar 1944 in Exmouth (Devon)) war ein britischer Botaniker.

## Leben und Wirken
Farmer studierte an der Universität Oxford mit dem M.A. 1887. Zu seinen Lehrern gehörte Isaac Bayley Balfour. 1887 wurde er dort Demonstrator für Botanik. Außerdem war er von 1889 bis 1897 Fellow des Magdalen College in Oxford. Ab 1892 war er Assistant Professor und ab 1895 Professor für Botanik am  Royal College of Science. Das galt seit der Zeit von Thomas Henry Huxley als Vorreiter in der Einbeziehung von Laborkursen in den Biologieunterricht in Großbritannien. 1913 wurde er auch Direktor der biologischen Laboratorien. 1929 ging er in den Ruhestand. 1902 erhielt er einen Bachelor of Science (BSc.) in Oxford.
1892/93 besuchte er Indien und Ceylon. Danach begann er Universitätsunterricht und Forschung in Botanik auch auf praktische Probleme  auszurichten und bildete Botaniker für praktische Arbeit im weltweiten britischen Empire aus. Auf seine Initiative wurde das Imperial College of Tropical Agriculture in Trinidad errichtet und auch die Cotton Research Station dort angesiedelt (Farmer war auch Berater der Empire Cotton Growing Corporation).
Er befasste sich vor allem mit Physiologie und Zytologie. 1904 führte er mit dem Zoologen  John Edmund Sharrock Moore den Begriff Meiose ein. Mit Moore untersuchte er auch bösartiges Krebswachstum auf zellulärer Ebene.
Er war einer der Herausgeber der Annals of Botany.
Er war ein begeisterter Bergsteiger, der regelmäßig im Sommer in den Schweizer Alpen kletterte. Von 1910 bis 1912 war er Präsident des Alpine Climbers Club. In seinem eigenen Garten spezialisierte er sich auf alpine Pflanzen.

## Ehrungen
Am 14. Juni 1900 wurde Farmer als Mitglied („Fellow“) in die Royal Society gewählt, deren Royal Medal er 1919 erhielt und deren Vizepräsident er von 1919 bis 1921 war. 1907 hielt er die Croonian Lecture über die Struktur des Zellkerns. Am 4. Juli 1927 wurde Farmer  Ehrenmitglied („Honorary Fellow“) der Royal Society of Edinburgh.
1926 wurde er geadelt.

## Schriften (Auswahl)
- A practical introduction to the study of botany: Flowering Plants, London 1899
- Elementary Botany: theoretical and practical, London: Longmans 1910, Archive
- als Herausgeber: The Book of Nature Study, 6 Bände, London: Caxton, 1908 bis 1910
- Plant Life, New York: Holt 1913

1910 übersetzte er die Mutationstheorie von Hugo de Vries. 1913 schrieb er den Artikel über Robert Brown in Makers of British Botany.